# 레이 (스타워즈)
레이(Rey)는 영국의 배우 데이지 리들리가 연기한 《스타워즈》 시리즈의 등장인물이다. 《스타워즈: 깨어난 포스》에서 주인공으로 처음 등장하였다. 깨어난 포스 기준 나이는 19세이다.

## 상세
어릴적 자쿠 행성에 홀로 남겨졌으며 자쿠 전투에서 침몰한 스타 디스트로이어들의 부품을 팔아 음식 반인분씩을 얻어 연명하고 있는데, 우연히 저항군 파일럿 포 다메론의 드로이드 BB-8과 스톰트루퍼 핀과 만나게 되는데, 탈주한 핀과 BB-8을 쫓던 퍼스트 오더에 발각되어 도망치던 중 밀레니엄 팔콘을 타게 되는데, 이때 한 솔로와 츄바카를 만나게 된다. 그들 일행은 라스타와 우주 해적들을 따돌리고 마즈 카나타의 술집이 있는 타고다나로 향하며, 레이는 한 솔로에게 밀레니엄 팔콘의 2등 항해사 자리를 제안받지만 가족을 기다려야 한다며 거절한다. 마즈의 술집에서 아나킨 스카이워커의 라이트세이버를 보자 환상을 겪게 된다. 마즈는 부모가 돌아오지 않는다는 것을 레이도 알고 있다며 운명을 받아들이라고 하지만 거부하고 도망친다. 하지만 퍼스트 오더와 저항군의 전투에서 카일로 렌의 포로가 된 레이는 마인드 트릭으로 자신의 생각을 읽어내려는 카일로 렌에 맞서며 이후 스톰트루퍼에게 마인드 트릭을 써 탈출한다. 극적으로 핀 일행과 재회한 레이는 카일로 렌이 한 솔로를 죽이는 것을 목격하고, 도망치지만 카일로 렌과 마주치게 된다. 이에 라이트세이버를 꺼내들고 카일로와 맞서는데, 수세에 몰리다가 역공을 가해 상대를 압도한다. 한 솔로 일행이 열 발진기를 폭발시킨 찰나 포 다메론을 비롯한 X-윙 편대가 맹공을 가해 스타킬러 베이스가 붕괴하려던 찰나, 팔콘호가 등장해 부상당한 핀과 레이를 구출하게 된다. 이후 해양행성 아치토에서 루크 스카이워커에게 라이트세이버를 전해주며, 제다이 수련을 받는다.